# Бенактизин
Бенактизин (также известный под торговыми названиями Амизил, Amizylum, Actozine и др.) — антихолинергический препарат, который использовался для лечения клинической депрессии и тревожных расстройств до тех пор пока FDA не запретило его продажу на рынке США в связи с серьёзными побочными эффектами.

## Физико-химические свойства
Бенактизин представляет собой белый кристаллический порошок, легко растворимый в воде и слабо растворимый в спирте. Химическая формула вещества — C₂₀H₂₅NO₃, а молекулярная масса составляет 327,417 г/моль. По химической структуре препарат представляет собой эфир гидроксибензиловой кислоты с 2-(диэтиламино)этильной группой.

## Фармакологическое действие
Препарат оказывает комплексное действие, которое включает:
- Холинолитическое действие. Бенактизин блокирует холинорецепторы, снижая активность парасимпатической нервной системы, что приводит к уменьшению секреции желез, снижению тонуса гладкой мускулатуры внутренних органов и расширению зрачков (см. также атропин).
- Спазмолитическое действие. За счёт снижения активности холинергических синапсов происходит расслабление гладкой мускулатуры, что находит применение при спастических состояниях внутренних органов (например, при спастических колитах, холецистите, язвенной болезни).
- Центральное действие. Препарат оказывает седативное и транквилизирующее действие, что обусловлено его влиянием на центральную нервную систему. Благодаря этому бенактизин использовался для лечения невротических состояний, сопровождающихся тревожностью и депрессивными симптомами (см. транквилизаторы)[источник?].

Бенактизин также применяется в офтальмологии в качестве мидриатического средства для диагностических целей.

## Показания к применению
Препарат назначался для лечения и диагностики следующих состояний:
- Невротических состояний, сопровождающихся симптомами тревожного напряжения и депрессии.
- Спастических состояний гладкой мускулатуры внутренних органов, включая спастические колиты, холецистит, а также язвенную болезнь желудка и двенадцатиперстной кишки.
- В анестезиологии — в качестве дополнительного средства при подготовке пациентов к наркозу и в послеоперационном периоде.
- Офтальмологических диагностических процедур (для искусственного расширения зрачка).

## Противопоказания
Препарат не рекомендовалось применять при:
- Глаукома (особенно при закрытоугольной форме), поскольку холинолитическое действие может способствовать дальнейшему повышению внутриглазного давления.
- Повышенной индивидуальной чувствительности к компонентам препарата.
- Состояниях, требующих сохранения повышенной концентрации внимания и быстроты реакций (например, у водителей транспортных средств)[источник?].

## Побочные эффекты
При применении бенактизина возможны следующие побочные явления:
- Сухость во рту.
- Нарушения зрения, включая расширение зрачков и снижение аккомодации.
- Учащение пульса, снижение тонуса гладкой мускулатуры внутренних органов.
- В отдельных случаях — головокружение, эйфория, спутанность сознания, а при передозировке могут возникать судорожные явления.

## Применение и дозировки
В неврологической и психиатрической практике бенактизин назначался перорально в виде таблеток в дозировке 1–2 мг 3–4 раза в день, курс лечения составлял 4–6 недель. В анестезиологии и офтальмологии дозировка определяется индивидуально в зависимости от клинической ситуации.

## Фармакокинетика
Подробные данные по фармакокинетическим параметрам (биодоступность, метаболизм, период полураспада) для бенактизина ограничены в современной литературе.